# Amyris (plant)
Amyris is een geslacht uit de wijnruitfamilie (Rutaceae). De soorten komen voor in de (sub)tropische delen van het Amerikaanse continent, van de zuidelijke staten Florida en Texas in de Verenigde Staten tot in Brazilië in Zuid-Amerika. De geslachtsnaam is afgeleid van het Griekse woord αμυρων (amyron), wat 'intens geurend' betekent en verwijst naar de sterke geur van de hars die sommige soorten leveren.

## Soorten
- Amyris abeggii Ekman ex Urb.
- Amyris amazonica Cornejo & Kallunki
- Amyris apiculata Urb. & Ekman
- Amyris attenuata Standl.
- Amyris balsamifera L.
- Amyris barbata Lundell
- Amyris brachybotrys Turcz.
- Amyris brenesii Standl.
- Amyris carterae Rebman & F.Chiang
- Amyris centinelensis Cornejo
- Amyris chiapensis Lundell
- Amyris conzattii Standl.
- Amyris cordata I.M.Johnst.
- Amyris crebrinervis Gereau
- Amyris cubensis (Borhidi & Acuña) Beurton
- Amyris diatrypa Spreng.
- Amyris elemifera L.
- Amyris filipes Lundell
- Amyris granulata Urb.
- Amyris guatemalensis Lundell
- Amyris guianensis Aubl.
- Amyris humboldtii Krug & Urb.
- Amyris ignea Steyerm.
- Amyris intermedia Urb. & Ekman
- Amyris jorgemeavei Hern.-Barón, Espejo, Pérez-García, Cerros & López-Ferr.
- Amyris karlitae W.Palacios
- Amyris lineata C.Wright ex Griseb.
- Amyris lurida Lundell
- Amyris macrocarpa Gereau
- Amyris madrensis S.Watson
- Amyris magnifolia Gómez-Laur. & Q.Jiménez
- Amyris marshii Standl.
- Amyris metopioides Zanoni & M.M.Mejía
- Amyris mexicana Lundell
- Amyris monophylla Brandegee
- Amyris multijuga Turcz.
- Amyris oblanceolata A.Pool
- Amyris pernambucensis Arruda
- Amyris phlebotaenioides Urb. & Ekman
- Amyris pinnata Kunth
- Amyris plumieri DC.
- Amyris polymorpha Urb.
- Amyris polyneura Urb.
- Amyris pungens Urb.
- Amyris purpusii P.Wilson
- Amyris rekoi S.F.Blake
- Amyris rhomboidea Standl.
- Amyris robinsonii DC.
- Amyris sandemanii Sandwith
- Amyris staminosa Lundell
- Amyris stromatophylla P.Wilson
- Amyris terebinthifolia Ten.
- Amyris texana (Buckley) P.Wilson
- Amyris thyrsiflora Turcz.
- Amyris trimera Krug & Urb.
- Amyris vestita Lundell

... · 
Acradenia · 
Acronychia · 
Aegle · 
Afraegle · 
Amyris · 
Casimiroa · 
Choisya · 
Citrus · 
Clausena · 
Dictamnus · 
Diplolaena · 
Fortunella · 
Limonia · 
Melicope · 
Murraya · 
Phellodendron · 
Poncirus · 
Ptelea · 
Ruta · 
Skimmia · 
Tetradium · 
Vangueriella · 
Vepris · 
Zanthoxylum · 
Zieria · 
...